# 崩袈裟固
崩袈裟固（くずれけさがため）は、柔道の固技の抑込技の一つである。講道館、国際柔道連盟 (IJF) での正式名称。IJF略号KKE。書籍『柔道神髄』での別名本袈裟固（ほんけさがため）。

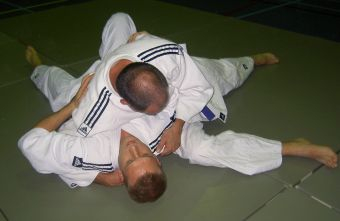
崩袈裟固の基本形

## 概要
袈裟固系の抑込技のうち、相手の頭上の向きに向きながら相手の頭を抱えないもので袈裟固、肩固に含まれないものを崩袈裟固に分類している。書籍『柔道技の見極めハンドブック』では相手の片腕と頭を抱えないものは袈裟固には含まれないとしている。一方で映像資料『講道館柔道 固技 分類と名称』では相手の頭を抱えないで相手の前襟を持って上半身を制しながらの抑込技も袈裟固だとしている。
基本形は、片方の腕で相手の片方の腕を腋の下から抑え込み、もう片方の腕で相手のもう片方の腕を抱える。袈裟固の基本形よりも技に入りやすく、試合で使われる割合が多い。入り方は袈裟固と同じで、違いは釣り手の使い方である。相手の頭を取らず畳に乗せるため自分より体の大きな相手には非常に有効である。頭を抱える通常の袈裟固と異なり、自分が相手の腋を差した状態であるため、バックを取られる危険性が少ない。
崩れという名前ではあるが頭を抱える袈裟固より形に入るのが難しく、入りさえすれば安定性や更なる連携への親和性は高い。
柔道家の尾形源治の書籍『柔道神髄』では本袈裟固と崩袈裟固を通常とは逆に呼んでいる。初心者が一つ抑込技を学ぶとすればこの技であり、相手の両眼を見ながら抑え込めるので真剣勝負などでも有効な技である旨、述べ「本袈裟固」と呼んでいる。

## バリエーション
バリエーションは下記のものなどいくつかあり、書籍『寝業の傅統』（三恵社、木村昌彦他著）には腕挫膝固の一種キーロックを掛けながらの崩袈裟固が掲載されている。
相手の右から抑え、左手で相手の後ろ襟または左襟を取り、右手を床につく崩袈裟固もある。
相手の右腕を両脚で挟みながら抑えてもよい。
春日ロックを併用しながらの崩袈裟固もある。
相手の右から抑え、左手で相手の右手を手四つのような形で畳に抑え右腕で相手の頭を抱える崩袈裟固もある。
柔道家の川石酒造之助は自著で両腋で相手の両手首を抱え、両手で相手の両肩辺りを掴んでの崩袈裟固を紹介している。
柔道家の小田常胤は自著で横四方固の胸固も両脚を相手の頭の方へ流した場合を崩袈裟固に分類している。

### 崩枕袈裟固

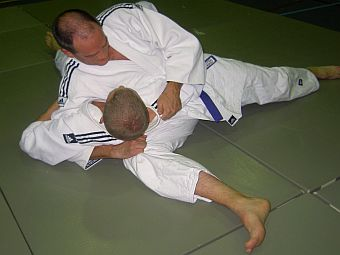
崩枕袈裟固

崩枕袈裟固（くずれまくらけさがため）は「枕」という技術を使った崩袈裟固。相手の腋の下を通した腕の手で自らの腿を掴む。別名頭固（かしらがため）、枕袈裟固（まくらけさがため）。

### 裏袈裟固
裏袈裟固（うらけさがため）は相手の肩上から抑え込む崩袈裟固。相手の右側から抑える場合、左手で相手の後ろ襟を掴み相手の片肩片腕を背に抑え込む。着衣格闘技でないと困難な技である。相手の腋の下を通した腕の手で自らの腿を掴む「枕」という技術を併用することが多く、枕袈裟固（まくらけさがため）、枕袈裟（まくらげさ）とも呼ばれる。記録映画『柔道の真髄 三船十段』では「枕」を使わない形のものが裏袈裟（うらげさ）の名称で紹介されている。

### 肩袈裟固

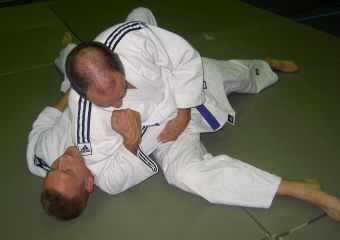
肩袈裟固

肩袈裟固（かたけさがため）は崩袈裟固の一種である。相手の頭や自分と反対側の腋を抱えず、自分側の腕を持って相手の肩に体重をかけて抑える。七大柔道では抑込技として認められないが他の抑込技からこの体勢に移行した場合は抑え込みは継続する。七大柔道では申し合わせ事項でこの技を「腕だけを巻き込んだ（袈裟固めの首が抜けた）形」と表現している。腕緘のように持った相手の腕の手首を持ちもう一方の手で自分の手首を持って相手の肘を極めると変形の腕挫腕固となる。UFC 2トーナメント2回戦ではレムコ・パドゥールがオーランド・ウィットに対しこの体勢から頭部に肘打ちを連打してノックアウト勝ちしている。

### 舟久保固め
舟久保固め（ふなくぼがため）は、柔道家の舟久保遥香（日本）が中学校3年生の時に編み出した特殊な抑込技。試合での決まり技としては崩袈裟固や肩固に分類される（詳細は舟久保遥香#柔道スタイルの項を参照のこと）。グランドスラム・エカテリンブルグ2019では舟久保自身がジェシカ・クリムカイト（カナダ）にこの技で勝利している。

### 枕袈裟固
枕袈裟固（まくらけさがため）は右組で右腕を枕の様に受けの後頭部を通して左腕を抑えながらの崩袈裟固。受の首関節がきまることがあるのできまらないように抑え込む。柔道家の小田常胤は自著で袈裟固に分類している。「枕袈裟固」と呼ばれることがある鉤袈裟固、崩枕袈裟固、裏袈裟固とは異なる技である。

### 羽交固
羽交固（はがいがため）はリバースフルネルソンの体勢で相手を仰向けにし、相手の横について抑え込む崩袈裟固。相手の首関節が極りやすい。首関節が極まると柔道においては反則になるので極らないように抑え込む。

### 肩三角グリップからの崩袈裟固
また、舟久保固と似た技で「肩三角グリップ」（かたさんかくグリップ）を掛けながらの崩袈裟固もある。肩三角グリップはがぶりの体勢から相手の片腕と頭部を両腕で抱え込む。相手を相手の足側に押し倒すなどして相手を仰向けにし肩固同様、抱えた相手の腕側のサイドについて肩三角グリップをとったままうつ伏せで抑え込む。柔道において肩三角グリップは立ち姿勢やクローズドガードポジションから取ると首関節への危険防止のため「マテ」となるため過程でこの体勢にはならないようにする。松本薫（日本）が多用することで知られる。例えばグランプリ・デュッセルドルフ2016でエレーヌ・ルスボー（フランス）に三角の外にある腕側に横転させる形で抑え始めている。

## 分類と名称
柔道では後袈裟固と崩袈裟固は別の技とされている。かつて、講道館では後袈裟固は崩袈裟固に包含されていたが、2017年に国際柔道連盟に合わせる形で分割された。